# Bathypterois grallator
Bathypterois grallator är en fiskart som först beskrevs av Goode och Bean, 1886.  Bathypterois grallator ingår i släktet Bathypterois och familjen Ipnopidae. Inga underarter finns listade.

## Bildgalleri

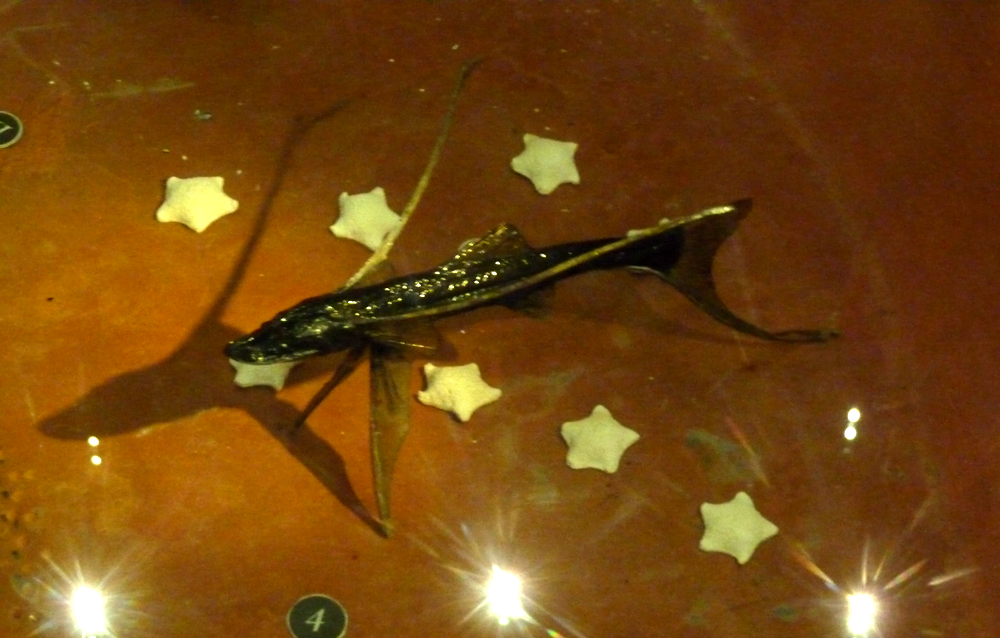